# 教主的女兒
《教主的女兒》是於2022年6月2日至7月15日在每日放送「電視劇特區」時段播出的日本電視劇，茅島水樹主演。

## 電視劇

### 演員列表
- 桐谷沙羅：茅島水樹
- 湯田一真：藤原大祐
- ：豐嶋花
- 中野亞紀：莉子
- 黑澤美優：小栗有以（AKB48）
- 本間拓實：池田優斗
- 湯田和廣：萩原聖人
- 中野隼人：柳俊太郎
- 下山夏樹：近藤公園
- 木村直也：澀谷謙人
- 松尾昌平：山中崇
- 山下：持田將史

### 播出平台
| 頻道/影音   | 所在地 | 播出日期      | 播出時間   | 備註  |
| ----------- | ------ | ------------- | ---------- | ----- |
| MyVideo     | 臺灣   | 2022年6月10日 | 每週五更新 | [ 2 ] |
| HamiVideo   | 臺灣   | 2022年6月10日 |            | [ 3 ] |
| friDay影音  | 臺灣   | 2022年6月10日 | 每週五更新 | [ 4 ] |
| KKTV        | 臺灣   | 2022年6月10日 | 每週五更新 | [ 5 ] |
| LINE TV     | 臺灣   | 2022年6月10日 | 每週五更新 | [ 6 ] |
| 中華電信MOD | 臺灣   | 2022年6月10日 |            | [ 7 ] |

## 外部連結
- 官方网站（日語）
- 電視劇的X（前Twitter）
- 電視劇的Instagram帳戶
- 互联网电影数据库（IMDb）上《教主的女兒》的资料（英文）